# Jóhannes úr Kötlum
Jóhannes úr Kötlum (född Jóhannes Jónasson) född 4 november 1899 i Dalabyggð, död 27 april 1972 i Reykjavik, var en isländsk författare. Han var främst verksam som lyriker men skrev även romaner, noveller, barnböcker och pjäser.

## Biografi
Jóhannes tog lärarexamen 1921 och jobbade därefter som lärare. Han debuterade 1926 som fosterländsk och nyromantisk poet i traditionell form med Bí bí og blaka, men under 1930-talets depressionsår blev hans budskap mer radikalt och socialistiskt, och under det sena 1940-talet övergick han till fri vers. Jóhannes kombinerar i sin lyrik en stark fosterländsk ton med sin socialistiska övertygelse, och efter andra världskriget motsatte han sig den amerikanska krigsmaktens närvaro på Island. 
Under 1940-talet använde sig Jóhannes av pseudonymen Anonymus. Han var nominerad till Nordiska rådets litteraturpris två gånger, 1966 och 1973.

## Utgivet på svenska
- "Rödasandsbornas dans", "Atlantis barn", "Ýskelfir (krigare)", "Lovsång över de saktmodiga", "Midnatt i Kenya", "Nattrodd", "Diktat västerut på Granda", "Höstdagjämning" och "Homo sapiens" (översättning Ariane Wahlgren). I antologin Modern isländsk poesi (FIB:s Lyrikklubb, 1959), s. 37–52.
- Ny och nedan; dikter i urval och tolkning av Inge Knutsson, Rabén & Sjögren 1980